# Đức Mẹ hiện ra
Đức Mẹ hiện ra là những lần Đức Mẹ Maria được tin là đã xuất hiện tại một địa điểm nào đó, được Giáo hội Công giáo Rôma công nhận công khai sau khi đã điều tra, nghiên cứu kỹ càng; hoặc không đưa ra bình luận gì về phản đối hay công nhận. Các cuộc hiện ra này được đặt theo tên địa phương phát xuất sự kiện và hầu như tất cả những nơi này đều trở thành trung tâm hành hương lớn của người Công giáo.

## Đặc điểm
Thuật ngữ "Đức Mẹ hiện ra" được sử dụng trong các hiện tượng khác nhau xảy ra liên quan đến sự xuất hiện của Maria. Đa phần, các cuộc hiện ra của Đức Mẹ chỉ có một vài người chứng kiến, nhưng trường hợp tại Zeitoun và Assiut có tới hàng ngàn người tuyên bố đã nhìn thấy Đức Mẹ trong một khoảng thời gian.
Trong một số cuộc hiện ra, ví dụ như Đức Mẹ Lộ Đức hoặc Đức Mẹ Fatima, người chứng kiến (thị nhân) đã báo cáo lại toàn bộ sự kiện với tư cách là người hiện diện tại hiện trường. Ban đầu, thị nhân - là các trẻ em - không nói rằng họ đã thấy Đức Mẹ Maria, nhưng nhìn thấy một "phụ nữ" thường xuyên (nhưng không phải mọi lúc) mặc áo trắng và được nói chuyện với người phụ nữ này. Trong những trường hợp này, thị nhân báo cáo những trải nghiệm về sự tương tác giữa họ với hình ảnh và lời nói của một người phụ nữ xuất hiện tại khu vực có cuộc hiện ra. Vì thế, các cuộc hiện ra kiểu này thường kèm theo một "thông điệp", hoặc "sứ điệp". Ngoài ra, một số cuộc hiện ra chỉ mang hình ảnh chứ không có lời nói, hoặc không có sự tương tác trò chuyện với thị nhân.
Sự tiếp xúc vật lý (như nắm tay, ôm, xoa đầu...) hầu như không có trong các cuộc hiện ra của Đức Mẹ, khác với một vài trường hợp về sự tương tác với Chúa Giêsu. Trường hợp hiếm hoi trong một cuộc hiện ra của Đức Mẹ là có một hiện tượng vật lý khó hiểu xảy ra, nổi tiếng nhất là hình ảnh của Đức Mẹ Guadalupe được in một cách kỳ diệu trên chiếc áo khoác của Thánh Juan Diego.

## Các cuộc hiện ra được Tòa Thánh công nhận

### Đức Mẹ Guadalupe (México)
Cuộc hiện ra của Đức Mẹ tại Guadalupe năm 1531 với sự chứng kiến của Thánh Juan Diego. Ông nói rằng mình đã được thị kiến Trinh Nữ Maria lúc rạng đông. Trong cuộc hiện ra đó, Đức Mẹ đã chỉ dẫn cho ông xây dựng một tu viện trên đồi Tepeyac ở México. Ông được tường thuật lại thì tổng giám mục địa phương khi ấy là Juan Zumarraga đòi phải có bằng chứng về điều này. Juan Diego đem một bó hoa hồng Castilian được Đức Mẹ xếp trong khăn choàng của ông đến gặp tổng giám mục. Tổng giám mục và mọi người có mặt đều sửng sốt trước những đóa hồng thơm ngát khi Juan Diego mở khăn choàng ra và có hình vẽ một người phụ nữ với nước da hơi sẫm được in trên khăn. Trong những năm qua, Đức Mẹ Guadalupe đã trở thành một biểu tượng của đức tin Công giáo ở Mexico và cộng đồng người Mexico.

### Đức Mẹ Laus (Saint-Étienne-le-Laus,Pháp)
Những cuộc hiện ra của Đức Mẹ tại Laus từ năm 1664 đến 1718 ở Saint-Étienne-le-Laus, Pháp với sự chứng kiến của Benoite Rencurel - một mục đồng nhỏ tuổi. Cuộc hiện ra đã được công nhận ở cấp giáo phận vào ngày 18 tháng 9 năm 1665 và được Tòa Thánh công nhận vào ngày 5 tháng 5 năm 2008. Đây là sự kiện Đức Mẹ hiện ra đầu tiên được Tòa Thánh công nhận trong thế kỷ 21. Hiện nay, khu vực xảy ra hiện tượng đã đón nhận hơn 120.000 khách hành hương mỗi năm.

### Đức Mẹ Mề Đay Huyền Nhiệm (Paris,Pháp)
Đức Mẹ Mề Đay Huyền Nhiệm được cho là đã hiện ra với Thánh Catherine Laboure vào năm 1830 tại tu viện Rue du Bac, Paris. Bà kể rằng trong một đêm ở tại nhà nguyện, Maria hiện ra với bà và hướng dẫn bà làm chiếc mề đay (medal) huyền nhiệm. Đức Mẹ nói thêm rằng: "Tất cả những ai mang tấm mề đay này sẽ nhận được những ân sủng tuyệt vời". Mất đến hai năm để điều tra, linh mục có thẩm quyền cuối cùng đã thông tin cho vị tổng giám mục địa phương. Cuối cùng, tấm mề đay đã được gọi tên chính thức là Mề Đay Huyền Nhiệm. Mặt trước của mề đay là hình ảnh mô tả Đức Mẹ khi hiện ra với Catherine Laboure; mặt sau là một biểu tượng gồm chữ cái M và một cây thập giá đan xen vào nhau. Biểu tượng này cũng được Giáo hoàng Gioan Phaolô II cách điệu thành huy hiệu giáo hoàng của ông: một cây thánh giá đơn giản với một M nằm dưới, bên phải, có nghĩa là Maria đứng dưới chân cây thập giá khi Chúa Giêsu bị đóng đinh.

### Đức Mẹ La Salette (La Salette,Pháp)
Những cuộc hiện ra của Đức Mẹ tại La Salette, Pháp vào năm 1846 với sự chứng kiến của hai mục đồng là Mélanie Calvat và Maximin Giraud mà kết quả là có rất nhiều phép lạ chữa lành bệnh được báo cáo. Giáo hội Công giáo Rôma đã điều tra các trường hợp đó, và về cơ bản thì họ tuyên bố là đáng tin cậy. Tuy nhiên, vẫn còn có một số tranh cãi về những cuộc hiện ra này.

### Đức Mẹ Lộ Đức (gần thị trấnLộ Đức,Pháp)
Năm 1858, Bernadette Soubirous là một cô gái chăn cừu 14 tuổi, sống gần thị trấn Lộ Đức (Lourdes), Pháp. Một ngày nọ, cô đã báo cáo rằng mình đã có một thị kiến với một người phụ nữ xinh đẹp, mà trong những thị kiến về sau người phụ nữ này tự xưng với Bernadette mình là "Đấng Vô Nhiễm Nguyên Tội". Tổng cộng, Bernadette có 18 lần thị kiến. Đức Mẹ cầm một tràng chuỗi Mân Côi và dẫn Bernadette đến một nơi có dòng nước ngầm vọt lên cho cô uống (về sau nguồn nước này đã được ghi nhận là chữa được mọi bệnh tật). Đức Mẹ cũng yêu cầu các linh mục địa phương xây dựng một nhà nguyện tại khu vực này và dẫn rước thánh về đó. Cuối cùng, một số nhà nguyện và nhà thờ được xây dựng tại Lộ Đức và trở thành địa điểm hành hương lớn của Giáo hội Công giáo Rôma.

## Các cuộc hiện ra của Đức Mẹ không có tuyên bố của Tòa Thánh

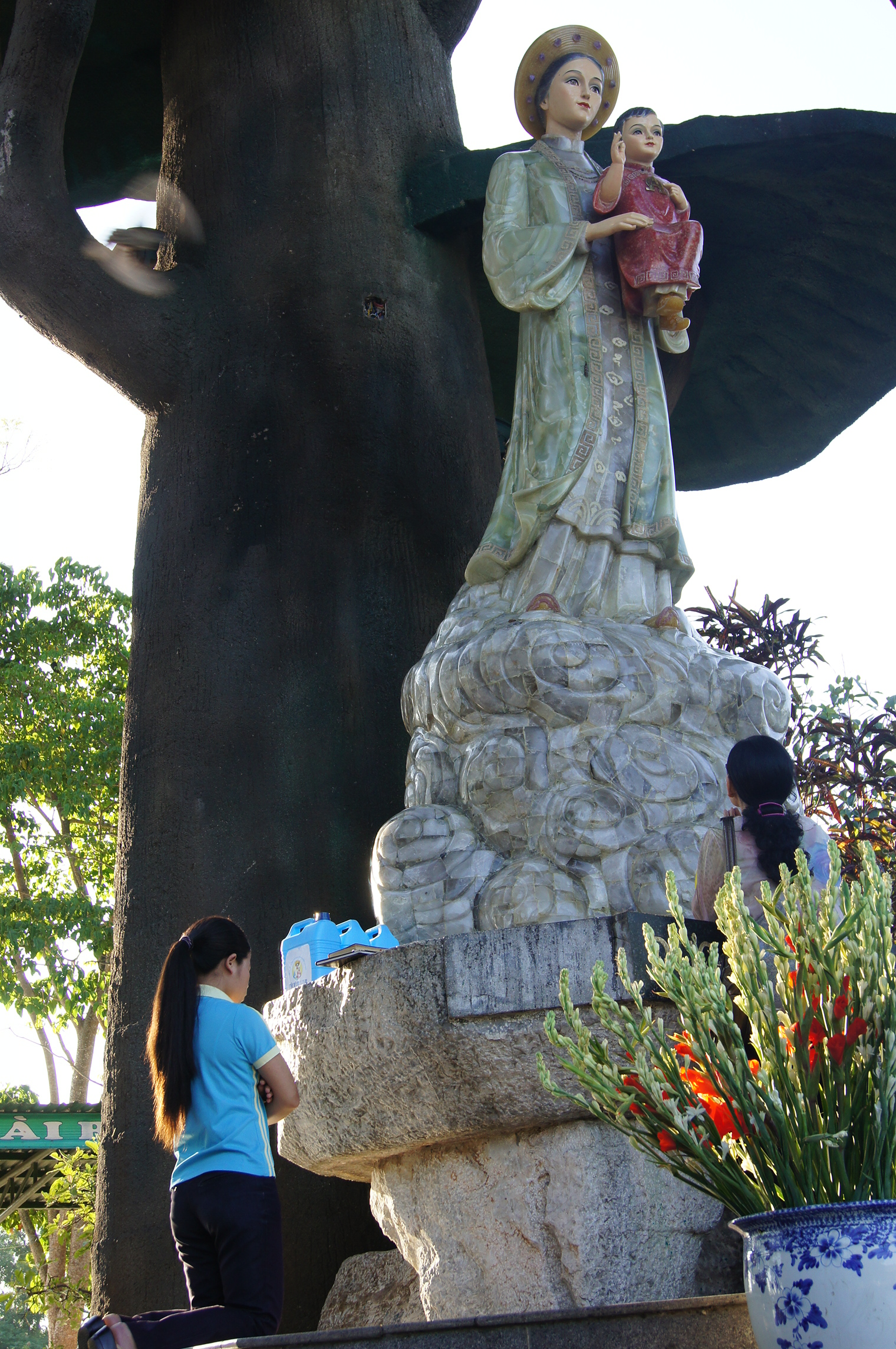
Tượng Đức Mẹ La Vang bên gốc đa cổ thụ, được cho là bà đã hiện ra tại đây.

### Đức Mẹ La Vang[1](Quảng Trị,Việt Nam)
Trong thời kì đạo Công giáo bị bắt bớ ở Việt Nam dưới triều đại Cảnh Thịnh hoàng đế vào năm 1798, một số tín hữu đã phải tìm nơi trú ẩn. Họ lên vùng rừng núi La Vang để trú ẩn. Nơi rừng thiêng nước độc, hoàn cảnh ngặt nghèo, thiếu ăn, bệnh tật, sợ hãi quan quân, sợ thú dữ, các tín hữu chỉ biết một lòng tin cậy phó thác vào Thiên Chúa và Đức Mẹ. Họ thường tụ tập nhau dưới gốc cây đa cổ thụ, cùng nhau cầu nguyện, an ủi và giúp đỡ nhau.
Một hôm đang khi cùng nhau lần chuỗi Mân Côi kính Đức Mẹ, bỗng họ nhìn thấy Maria, tay bồng Chúa Hài Đồng Giêsu, có hai thiên thần cầm đèn chầu hai bên. Mẹ bày tỏ lòng nhân từ, âu yếm, và an ủi giáo dân vui lòng chịu khó. Mẹ dạy hái một loại lá cây có sẵn chung quanh đó (lá vằng), đem nấu nước uống sẽ lành các chứng bệnh. Mẹ lại ban lời hứa: "Mẹ đã nhận lời các con kêu xin. Từ nay về sau, hễ ai chạy đến cầu khẩn Mẹ tại chốn này, Mẹ sẽ nhận lời ban ơn theo ý nguyện".

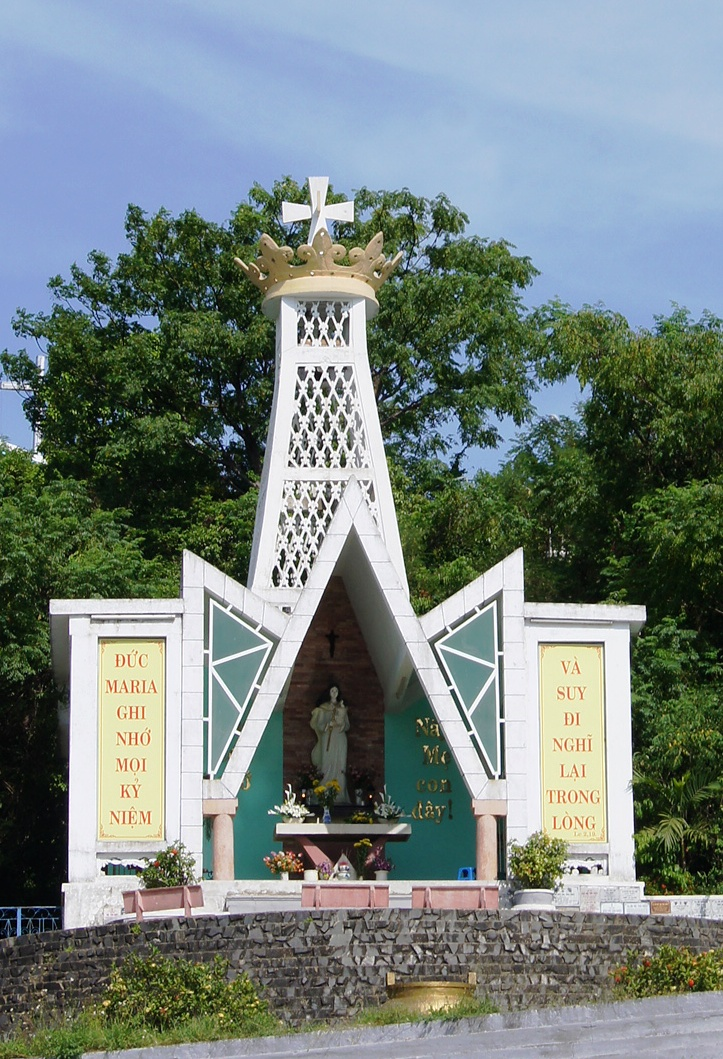
Linh địa Đức Mẹ Trà Kiệu ở Duy Xuyên, Quảng Nam.

### Đức Mẹ Trà Kiệu[2](Quảng Nam,Việt Nam)
Ngày 1/9/1885, lính Văn Thân kéo đến vây làng Trà Kiệu định tàn sát người Công Giáo vì cho là các tín hữu đã tiếp tay với Pháp xâm chiếm Việt Nam. Phía Văn Thân mạnh hơn nhiều với 4000 quân lính được trang bị vũ khí đầy đủ và súng thần công. Trong khi họ đạo chỉ có 400 thanh niên vũ khí thô sơ xông ra chiến đấu với khẩu hiệu ‘Giêsu-Maria-Giuse’, còn người già và trẻ em tập trung dưới chân tượng Đức Mẹ cầu nguyện. Phía Văn Thân tập trung hỏa lực bắn phá Thánh đường nhưng không thể nào trúng và chính viên chỉ huy thú nhận rằng đã nhìn thấy:
‘Nhiều em nhỏ áo đỏ áo trắng, tay cầm gươm từ trên không bay xuống hỗ trợ giáo dân do một Bà rất xinh đẹp đứng trên nóc nhà thờ chỉ huy’. Nên sau 20 ngày đêm chiến đấu lính Văn Thân phải tháo chạy và giáo dân chiếm lại đồi Bửu Châu nơi Văn Thân đặt bộ chỉ huy.
Năm 1898 giáo dân xây ngôi Thánh đường trên đồi Bửu Châu dâng kính Đức Mẹ mang tước hiệu Đức Bà Phù Hộ Các Giáo Hữu. Ngày 31/5/71 Đức Giám Mục Phêrô Maria Phạm Ngọc Chi đã chọn Trà Kiệu làm Trung Tâm Thánh Mẫu của Giáo Phận Đà Nẵng và 3 năm một lần Đại hội hành hương được tổ chức. Năm 2013 Đại Hội long trọng diễn ra trong 3 ngày 29,30, 31/5 Mừng kính 128 năm Mẹ hiện ra và kỷ niệm 50 năm thành lập Giáo Phận. 